# Bharat Ratna

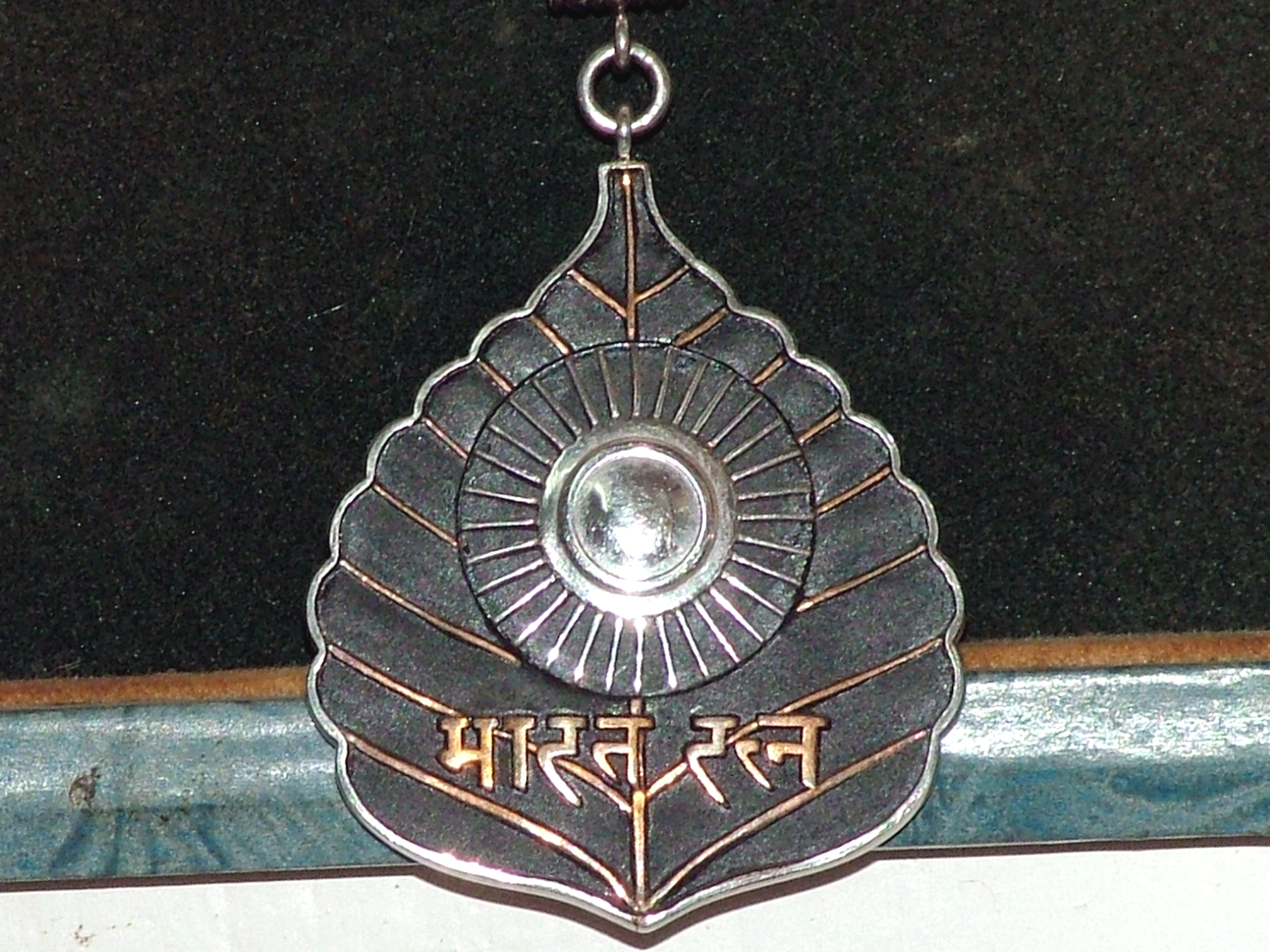
Bharat Ratna, nejvyšší civilní vyznamenání v Indii

Bharat Ratna (což znamená v hindštině Šperk Indie) je nejvyšším civilním vyznamenáním v Indii.

## Historie
Toto ocenění bylo zavedeno 2. ledna 1954. Uděluje se každoročně jako „uznání výjimečné služby, nebo ohromného výkonu“ bez ohledu na rasu, pohlaví, povolání nebo sociální status.
Cena se původně omezovala jen na určité směry a udílela se pouze za zásluhy v oblasti literatury, umění, vědy a veřejných služeb, ale později (přesněji v prosinci 2011) bylo ocenění rozšířeno indickou vládou a začalo se udílet za jakoukoliv „oblast lidského úsilí“.

## Postup při oceňování
Nominace na ocenění Bharat Ratna vytváří předseda vlády a posílá je prezidentovi, přičemž každoročně mohou být touto cenou vyznamenáni nanejvýše tři lidé. Vítězové obdrží Sanad (speciální diplom) podepsaný prezidentem a medailon ve tvaru listu fíkovníku posvátného. S touto cenou není spojena žádná finanční odměna. Nositelé ceny Bharat Ratna se automaticky zařadí na sedmou příčku v indickém řádu přednosti (Indian order of precendence; což je protokol určující hierarchii společnosti podle důležitosti postavení v indické vládě).

## Nositelé
První trojici takto oceněných tvořili politik Čakravartí Rádžagópálačárí, filozof Sarvepalli Rádhakrišnan a vědec C. V. Raman. Ti dostali cenu v roce 1954. Od té doby byla cena udělena 48 jednotlivcům, z nich 16 posmrtně. Původně sice cenu nebylo možno udílet již zesnulým lidem, ale již v lednu roku 1955 byl předpis upraven a oceňování lidí in memoriam povoleno. Prvním posmrtně oceněným byl předseda vlády Lál Bahádur Šastrí. V roce 2014 se kriketový hráč Sačin Tendulkar, tehdy 40letý, stal nejmladším příjemcem ceny Bharat Ratna. Naopak sociální reformátor Dhondo Keshav Karve dostal cenu ke 100. narozeninám. Cena se většinou udílí indickým občanům, ovšem občas je připuštěna výjimka. Do roku 2019 byla cena udělena třem lidem bez indického občanství, jde o matku Terezu, Nelsona Mandelu a pákistánského státníka Khan Abdul Ghaffar Khana. Dne 25. ledna 2019 vláda udělila cenu sociálnímu aktivistovi Nanaji Deshmukhovi (posmrtně), režisérovi Bhupenovi Hazarikovi (posmrtně) a bývalému prezidentovi Pranabovi Mukherdžímu.

## Problémy s udílením
Bharat Ratna se, stejně jako další civilní ocenění, mezi lety 1977 a 1980 neudílela, kvůli radikálním změnám ve vládě. Druhá pauza nastala mezi lety 1992 a 1995, kdy několik soudních sporů ve věci veřejného zájmu zpochybnilo ústavní platnost cen. Navzdory tomu byla v roce 1992 udělena - dostal ji bez souhlasu vlády Subháš Čandra Bós (posmrtně). O pět let později (tedy roku 1997) však soud rozhodl, že toto ocenění není platné a rodina zesnulého musela medaili vrátit.

## Kritika
Udílení ceny Bharat Ratna se několikrát setkalo se silnou kritikou.
V roce 1988 byla posmrtně udělena M. G. Ramachandranovi; lidé považovali ocenění za strategický tah prezidenta, který mu měl zajistit přízeň voličů v následujících volbách.  V roce 1991 byla posmrtně udělena Vallabhbhaí Patélovi; tehdy byli Indové proti, protože oceněný zemřel ještě před zavedením ceny. Stejný důvod ke kritice přineslo v roce 2015 ocenění Madana Mohana Malaviji.